# خس‌نشین خالدار
خس‌نشین خالدار (نام علمی: Sericornis maculatus) یک گونه پرنده بومی ساحلی جنوب استرالیا، از آدلاید به سوی غرب تا خلیج کوسه در استرالیای غربی است. در گذشته با خس‌نشین ابروسفید هم‌گونه در نظر گرفته می‌شد و به عنوان دورگه با گونه‌هایی شناخته می‌شد که محدوده آنها در منطقه آدلاید همپوشانی دارند. تجزیه و تحلیل ژنتیکی در یک مطالعه در سال ۲۰۱۸ بر روی این تیره نشان داد که این آرایه نسبت به خس‌نشین‌های تاسمانی یا آترتون از خس‌نشین ابروسفید بیشتر متفاوت است و از این رو طبقه‌بندی دوباره آن را به عنوان یک گونه پیشنهاد کرد. در سال ۲۰۱۹ به عنوان یک گونه طبقه‌بندی شد.